# Kareem Abdul-Jabbar
Kareem Abdul-Jabbar (* 16. April 1947 in New York City, New York als Ferdinand Lewis Alcindor Jr.) ist ein ehemaliger US-amerikanischer Basketballspieler. Zwischen 1969 und 1989 spielte er in der National Basketball Association (NBA) für die Milwaukee Bucks und die Los Angeles Lakers.
Die Liste der ihm verliehenen Auszeichnungen ist eine der umfangreichsten aller NBA-Spieler: Sechsmal NBA-Meister, davon zweimal MVP der Finalspiele, sechsmal MVP der regulären Saison, zehnmal All-NBA-First-Team, fünfmal All-NBA-Defensive-First-Team, 19-maliger Rekord-All-Star. Als er seine Karriere beendete, stand er an der alleinigen Spitze von neun NBA-Statistiken: die meisten Punkte überhaupt (38.387), gespielte Saisons (20), erzielte Punkte in den Playoffs (5.762), Ernennung zum MVP (6-mal), gespielte Minuten (57.446), absolvierte Spiele überhaupt (1.560), versuchte Würfe und erzielte Treffer (15.837 von 28.307), und geblockte Würfe (3.189). Für seine Führungsqualitäten erwarb er den Spitznamen Cap, die Kurzform von Captain (dt. „Kapitän“).
Abdul-Jabbar wurde 1995 mit der Aufnahme in die Naismith Memorial Basketball Hall of Fame als Spieler geehrt und im Folgejahr zu einem der 50 besten Spieler der NBA-Geschichte gewählt und 2021 ins NBA 75th Anniversary Team. 2016 verlieh ihm Präsident Obama die Presidential Medal of Freedom.

## Laufbahn

### Jugend und Highschool (1961–1965)
Kareem Abdul-Jabbar wurde als Ferdinand Lewis Alcindor Junior 1947 als Sohn von Lew Sr. und Cora Alcindor im Sydenham Hospital in Harlem, New York City geboren. Bereits im Alter von neun Jahren war Lew 1,72 m groß. In der achten Klasse maß er bereits 2,04 m und schaffte mühelos einen Slam Dunk. Highschool-Trainern in ganz New York fiel sein Talent auf, und so bekam er Stipendien von privaten Highschools angeboten. Er entschied sich 1961 für die Power Memorial Academy.
Schon in seinem ersten Jahr zählte Lew Alcindor zu den besten Spielern der an Basketballtalenten reichen Stadt New York. In der Saison 1961/62 traf er mit seinem Team auf die Linton Highschool aus Schenectady, New York. Power Memorial verlor mit 68:74, und bester Spieler der Gegner war Pat Riley, der später einmal Abdul-Jabbars Trainer bei den Lakers werden sollte. Als Sophomore genoss Abdul-Jabbar beinahe landesweite Bekanntheit. Nach einer Saison mit 19 Punkten und 18 Rebounds pro Spiel wurde Abdul-Jabbar ins All-American-Team des Parade Magazin berufen, als erster Sophomore überhaupt.
Souverän gewann Power Memorial dank Abdul-Jabbar die State Championship von New York 1962. Im Jahr darauf blieb die Mannschaft weiterhin ungeschlagen, und Abdul-Jabbar erreichte die Popularität eines NBA-Spielers. Bei einem Turnier auf dem New Yorker Rucker Park traf er Wilt Chamberlain, und beide wurden enge Freunde. Power Memorial gewann unterdessen auch die State Championship von 1963 ohne Probleme.
Im Januar 1965 hatte Power Memorial bereits 71 Spiele in Serie gewonnen. Die letzte Niederlage lag über zwei Jahre zurück. Da traf man am 31. Januar 1965 im Cole Field House der University of Maryland auf die DeMatha Highschool, und das Unglaubliche geschah: Power Memorial unterlag mit 43:46. Die Partie, die landesweit Titelseiten füllte, gilt vielen als das größte Spiel in der Geschichte des Highschool Basketballs. DeMathas Trainer, Morgan Wootten, wurde später in die Naismith Memorial Basketball Hall of Fame berufen.
Trotz der Niederlage gegen DeMatha gewann Power Memorial auch die State Championship von 1965. Anschließend wählte Abdul-Jabbar unter hunderten angebotener Stipendien ein College aus. Er entschied sich für die University of California in Los Angeles (UCLA), nachdem ihn ein ehemaliger Starspieler der Uni (Jackie Robinson) mehrfach darum bat, und nach einem Besuch auf dem Campus, bei dem Abdul-Jabbar vor allem von Trainer John Wooden fasziniert war. Abdul-Jabbar beendete seine Highschool-Karriere mit insgesamt 2067 Punkten und 2002 Rebounds (beides New York Rekorde). Er gilt als einer der größten Highschool-Basketballspieler.

### College (1965–1969)

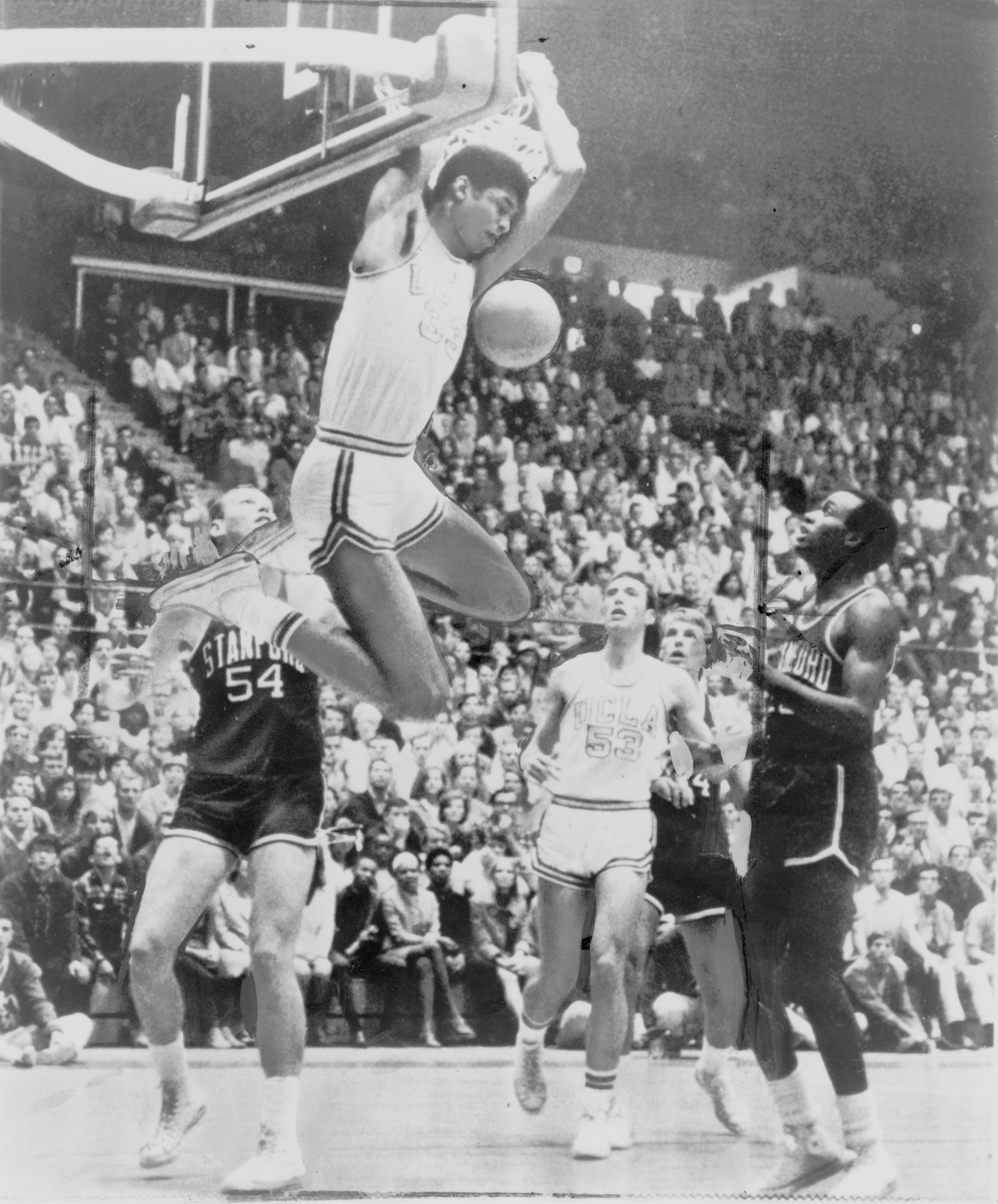
Lew Alcindor 1967 im Trikot der UCLA Bruins

Zu der Zeit, als Abdul-Jabbar bei UCLA anfing, war es College-Freshmen nicht erlaubt, für die Hochschulauswahl (engl.: Varsity) zu spielen. Abdul-Jabbar spielte daher in der Saison 1965/66 in der sog. Junior Varsity (JV, zu deutsch etwa Jugendauswahl). In einem Spiel der JV gegen die „echte“ Mannschaft der UCLA gewann das Team von Abdul-Jabbar mit 75:60, und das völlig überraschend, denn UCLA war damals amtierender College-Meister.
Ab dem zweiten Jahr spielte Abdul-Jabbar für die „richtige“ Mannschaft der UCLA. Das Team, das einigen als das beste in der Geschichte des College-Basketballs gilt, blieb das gesamte Jahr ungeschlagen und gewann souverän die Meisterschaft, während Abdul-Jabbar zum besten Spieler des Landes gewählt wurde. Die NCAA fürchtete eine allzu große Dominanz des Centers Abdul-Jabbar und verbot 1967 den Slam Dunk im Spiel. Abdul-Jabbar aber machte aus der Not eine Tugend und eignete sich eine neue Wurftechnik an, den „Hakenwurf“ (engl. hook shot). Dieser Wurf ist durch die hohe Bewegung des Armes nur sehr schwer zu verhindern und war ein Grund für Abdul-Jabbars Dominanz in den Folgejahren.
In seinem Junior-Jahr hatte die UCLA jedoch einen starken Konkurrenten, die University of Houston, mit ihrem Starspieler Elvin Hayes. Am 20. Januar 1968 trafen beide (bis dahin ungeschlagene) Teams im mit über 52.000 Zuschauern ausverkauften Houston Astrodome aufeinander. Das Spiel wurde live im TV übertragen, zum ersten Mal in der Geschichte des College-Basketballs. Abdul-Jabbar, der mit einer Verletzung in das Spiel ging, konnte seine Mannschaft nicht wie gewohnt unterstützen und erzielte nur 15 Punkte. Angetrieben von einem glänzend spielenden Elvin Hayes (39 Punkte, 15 Rebounds) gewann Houston 71:69.
Im NCAA-Tournament unterlag Houston allerdings früh, und so gewann UCLA erneut die NCAA Division I Basketball Championship. Der Titel des besten Spielers ging 1968 aber an Elvin Hayes, der nach der Saison in die NBA wechselte. In seiner Senior-Saison 1968/69 war Abdul-Jabbar wieder konkurrenzlose Nummer 1 im College-Basketball, und so gewann die UCLA den dritten Titel. Abdul-Jabbar beendete seine Karriere mit 2.325 erzielten Punkten als bester Werfer in der Geschichte der UCLA.

### NBA (1969–1989)

#### Milwaukee Bucks (1969–1975)
Als großer Preis im Draft von 1969 startete Abdul-Jabbar seine Profikarriere. Die Frage, zu welchem Team er wechseln würde, entschied sich zwischen den Phoenix Suns und den Milwaukee Bucks. Die Entscheidung brachte ein Münzwurf, der damals statt der heute üblichen Draft-Lottery veranstaltet wurde. Gewinner waren die Bucks. Doch noch war Abdul-Jabbars NBA-Karriere nicht in trockenen Tüchern. Die Konkurrenzliga ABA hatte 1969 die Draftregeln außer Kraft gesetzt und den New York Nets die Rechte an Abdul-Jabbar zugesprochen, da Abdul-Jabbars Wunsch, in die Heimatstadt zurückzukehren, bekannt war. Abdul-Jabbar bat beide Teams, Vertragsangebote einzureichen, und entschied sich anschließend für das lukrativere Angebot aus Milwaukee.

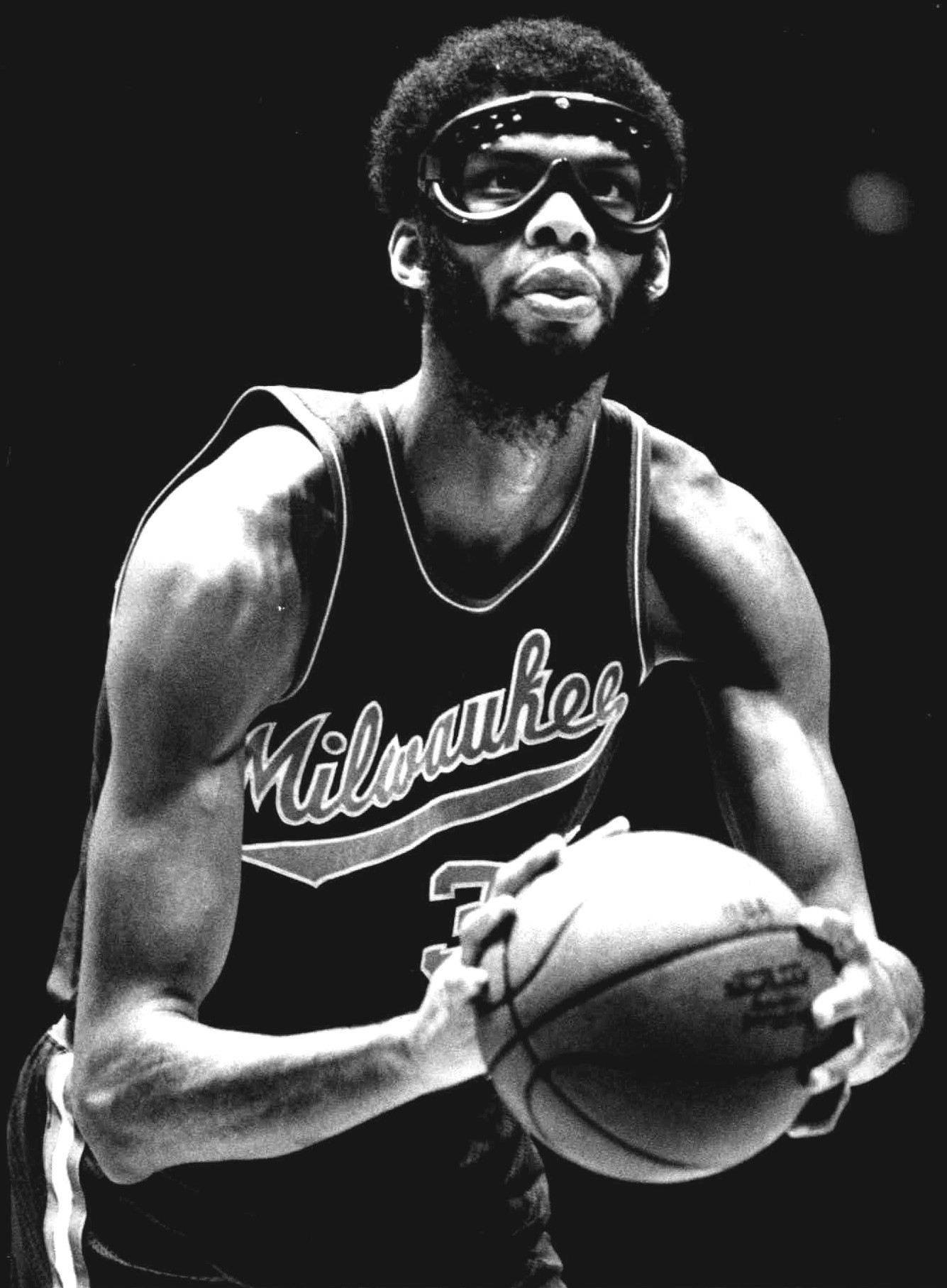
Kareem Abdul-Jabbar (1974)

Schon Abdul-Jabbars Rookie-Saison verlief sehr erfolgreich; mit einem Schnitt von 28,8 Punkten und 14,5 Rebounds pro Spiel wurde er als Rookie des Jahres ausgezeichnet. 1970 holten die Bucks Oscar Robertson, eine Verpflichtung, die sich bald bezahlt machen sollte. Denn in der Saison 1970/71 steigerte sich Abdul-Jabbar erneut und wurde mit gerade 24 Jahren zum wertvollsten Spieler der NBA gewählt. In den Playoffs schlugen Abdul-Jabbars Bucks (die damals noch in der Western Conference spielten) die Lakers mit Jerry West und Wilt Chamberlain, sowie die Baltimore Bullets und gewannen die erste Meisterschaft in der Teamgeschichte. Alcindor wurde zum wertvollsten Spieler der Finals gewählt.
In den Folgejahren blieben Abdul-Jabbars Leistungen konstant erstklassig, aber ein erneuter Titelgewinn mit Milwaukee gelang nicht. Ferdinand Lewis Alcindor, der mittlerweile zum Islam konvertiert war und seinen Namen in Kareem Abdul-Jabbar geändert hatte, verlangte 1975 einen Wechsel, da er sich im damals wenig multikulturellen Wisconsin nicht mehr wohl fühlte. Die Bucks willigten ein und sondierten die Angebote für ihren Starcenter. Abdul-Jabbar hoffte auf ein Angebot der New York Knicks. Diese zeigten jedoch kein Interesse, und so wechselte er zu den Los Angeles Lakers.

#### Los Angeles Lakers (1975–1989)
Sowohl 1976 als auch 1977 wurde Abdul-Jabbar zum wertvollsten Spieler (MVP) gewählt, aber einen Meistertitel zu gewinnen, gelang ihm auch mit den Lakers lange Zeit nicht. Das änderte sich, als 1979 ein junger Aufbauspieler namens Earvin „Magic“ Johnson zu den Lakers kam. Mit ihm als kongenialem Partner von Abdul-Jabbar schafften die Lakers den ersten Finaleinzug seit acht Jahren. Im Finale traf man auf die Philadelphia 76ers mit Julius Erving und gewann mit 4:2.
Nachdem Abdul-Jabbar 1985 zum MVP der NBA-Finalserie gewählt wurde, zeichnete Sports Illustrated den 38-Jährigen als Sportler des Jahres aus. Noch ein weiteres Jahr blieb Abdul-Jabbar der wichtigste Spieler der Lakers, dann verlangte sein hohes Alter Tribut. Bei den Meisterschaften von 1987 und 1988 war Magic Johnson zum wichtigsten Spieler geworden. In seiner letzten Saison, 1988/89 wurde Abdul-Jabbar mit 41 Jahren noch einmal ins All-Star Game gewählt, als ältester Spieler überhaupt. Nach den verlorenen Finals gegen die Detroit Pistons beendete Kareem Abdul-Jabbar 1989 seine Karriere mit fünf Meisterschaften für die Lakers und einer für die Bucks.

#### Statistiken
- 1.560 Spiele in der regulären Saison (1969–1989)
- 38.387 Punkte (24,6 im Schnitt; NBA-Spieler mit den zweitmeisten Punkten) und 17.440 Rebounds (11,20) in der regulären Saison (1969–1989)
- 237 Spiele in den Play-offs
- 5.762 Punkte und 2.481 Rebounds in den Play-offs
- 19 All-Star-Spiele
- 36 Heimsiege in Folge gegen die Kings (1975–1989). Die Serie endete mit seinem Rücktritt
- Bis Anfang Dezember 1987 verbuchte er in 787 aufeinanderfolgenden NBA-Spielen eine zweistellige Punktausbeute[9]

### Assistenztrainer
Im September 2005 kehrte der 58-jährige Abdul-Jabbar zu den L. A. Lakers als Assistenztrainer neben Phil Jackson zurück. Davor war er bereits 1999/2000 bei den Los Angeles Clippers als Trainer-Assistent und bei den New York Knicks als Talentsucher tätig.

## Erfolge und Auszeichnungen
- 6× NBA-Champion: 1971, 1980, 1982, 1985, 1987, 1988
- 2× NBA Finals MVP: 1971, 1985
- 6× NBA MVP: 1971, 1972, 1974, 1976, 1977, 1980
- 19× NBA All-Star: 1970–1977, 1979–1989
- 10× All-NBA First Team: 1971–1974, 1976, 1977, 1980, 1981, 1984, 1986
- 5× All-NBA Second Team: 1970, 1978, 1979, 1983, 1985
- 5× NBA All-Defensive First Team: 1974, 1975, 1979–1981
- 6× NBA All-Defensive Second Team: 1970, 1971, 1976–1978, 1984
- NBA Rookie of the Year: 1970
- NBA All-Rookie First Team: 1970
- 2× Bester Korbschütze der NBA: 1971, 1972
- 1× Bester Rebounder der NBA: 1976
- 4× Bester Shotblocker der NBA: 1975, 1976, 1979, 1980
- 50 Greatest Players in NBA History
- Nr. 33 wird bei den Milwaukee Bucks nicht mehr vergeben
- Nr. 33 wird bei den Los Angeles Lakers nicht mehr vergeben
- 3× NCAA Division I Basketball Championship (UCLA Bruins): 1967–1969
- 3× NCAA Final Four Most Outstanding Player: 1967–1969
- 3× nationaler College-Basketballspieler des Jahres: 1967–1969
- 3× Consensus First Team All-American: 1967–1969
- Nr. 33 wird bei den UCLA Bruins nicht mehr vergeben
- 2× Mr. Basketball USA: 1964, 1965
- 3× First Team Parade All-American: 1963–1965
- Presidential Medal of Freedom: 2016

## Statistiken
| Legende | Legende                                        | Legende | Legende                                                     | Legende | Legende                                          |
| ------- | ---------------------------------------------- | ------- | ----------------------------------------------------------- | ------- | ------------------------------------------------ |
| GP      | Absolvierte Spiele (Games played)              | GS      | Spiele von Beginn an (Games started)                        | MPG     | Absolvierte Minuten pro Spiel (Minutes per game) |
| FG%     | Wurfquote aus dem Feld (Field-goal percentage) | 3P%     | Wurfquote Drei-Punkte-Würfe (3-point field-goal percentage) | FT%     | Freiwurfquote (Free-throw percentage)            |
| RPG     | Rebounds pro Spiel (Rebounds per game)         | APG     | Assists pro Spiel (Assists per game)                        | SPG     | Steals pro Spiel (Steals per game)               |
| BPG     | Blocks pro Spiel (Blocks per game)             | PPG     | Punkte pro Spiel (Points per game)                          | FETT    | Karriere-Bestmarke                               |

### Regular Season
| Saison   | Team        | GP   | GS  | MPG  | FG % | 3P % | FT % | RPG  | APG | SPG | BPG | PPG  |
| -------- | ----------- | ---- | --- | ---- | ---- | ---- | ---- | ---- | --- | --- | --- | ---- |
| 1969–70  | Milwaukee   | 82   | -   | 43.1 | .518 | -    | .653 | 14.5 | 4.1 | -   | -   | 28.8 |
| 1970–71  | Milwaukee   | 82   | -   | 40.1 | .577 | -    | .690 | 16.0 | 3.3 | -   | -   | 31.7 |
| 1971–72  | Milwaukee   | 81   | -   | 44.2 | .574 | -    | .689 | 16.6 | 4.6 | -   | -   | 34.8 |
| 1972–73  | Milwaukee   | 76   | -   | 42.8 | .554 | -    | .713 | 16.1 | 5.0 | -   | -   | 30.2 |
| 1973–74  | Milwaukee   | 81   | -   | 43.8 | .539 | -    | .702 | 14.5 | 4.8 | 1.4 | 3.5 | 27.0 |
| 1974–75  | Milwaukee   | 65   | -   | 42.3 | .513 | -    | .763 | 14.0 | 4.1 | 1.0 | 3.3 | 30.0 |
| 1975–76  | Los Angeles | 82   | -   | 41.2 | .529 | -    | .703 | 16.9 | 5.0 | 1.5 | 4.1 | 27.7 |
| 1976–77  | Los Angeles | 82   | -   | 36.8 | .579 | -    | .701 | 13.3 | 3.9 | 1.2 | 3.2 | 26.2 |
| 1977–78  | Los Angeles | 62   | -   | 36.5 | .550 | -    | .783 | 12.9 | 4.3 | 1.7 | 3.0 | 25.8 |
| 1978–79  | Los Angeles | 80   | -   | 39.5 | .577 | -    | .736 | 12.8 | 5.4 | 1.0 | 4.0 | 23.8 |
| 1979–80  | Los Angeles | 82   | -   | 38.3 | .604 | .000 | .765 | 10.8 | 4.5 | 1.0 | 3.4 | 24.8 |
| 1980–81  | Los Angeles | 80   | -   | 37.2 | .574 | .000 | .766 | 10.3 | 3.4 | 0.7 | 2.9 | 26.2 |
| 1981–82  | Los Angeles | 76   | 76  | 35.2 | .579 | .000 | .706 | 8.7  | 3.0 | 0.8 | 2.7 | 23.9 |
| 1982–83  | Los Angeles | 79   | 79  | 32.3 | .588 | .000 | .749 | 7.5  | 2.5 | 0.8 | 2.2 | 21.8 |
| 1983–84  | Los Angeles | 80   | 80  | 32.8 | .578 | .000 | .723 | 7.3  | 2.6 | 0.7 | 1.8 | 21.5 |
| 1984–85  | Los Angeles | 79   | 79  | 33.3 | .599 | .000 | .732 | 7.9  | 3.2 | 0.8 | 2.1 | 22.0 |
| 1985–86  | Los Angeles | 79   | 79  | 33.3 | .564 | .000 | .765 | 6.1  | 3.5 | 0.8 | 1.6 | 23.4 |
| 1986–87  | Los Angeles | 78   | 78  | 31.3 | .564 | .333 | .714 | 6.7  | 1.5 | 0.6 | 1.2 | 17.5 |
| 1987–88  | Los Angeles | 80   | 80  | 28.9 | .532 | .000 | .762 | 6.0  | 1.7 | 0.6 | 1.2 | 14.6 |
| 1988–89  | Los Angeles | 74   | 74  | 22.9 | .475 | .000 | .739 | 4.5  | 1.0 | 0.5 | 1.1 | 10.1 |
| Gesamt   | Gesamt      | 1560 | 625 | 36.8 | .559 | .056 | .721 | 11.2 | 3.6 | 0.9 | 2.6 | 24.6 |
| All-Star | All-Star    | 18   | 13  | 24.9 | .493 | .000 | .820 | 8.3  | 2.8 | 0.4 | 2.1 | 13.9 |

### Playoffs
| Saison  | Team        | GP  | GS | MPG  | FG % | 3P % | FT % | RPG  | APG | SPG | BPG | PPG  |
| ------- | ----------- | --- | -- | ---- | ---- | ---- | ---- | ---- | --- | --- | --- | ---- |
| 1969–70 | Milwaukee   | 10  | -  | 43.5 | .567 | -    | .733 | 16.8 | 4.1 | -   | -   | 35.2 |
| 1970–71 | Milwaukee   | 14  | -  | 41.2 | .515 | -    | .673 | 17.0 | 2.5 | -   | -   | 26.6 |
| 1971–72 | Milwaukee   | 11  | -  | 46.4 | .437 | -    | .704 | 18.2 | 5.1 | -   | -   | 28.7 |
| 1972–73 | Milwaukee   | 6   | -  | 46.0 | .428 | -    | .543 | 16.2 | 2.8 | -   | -   | 22.8 |
| 1973–74 | Milwaukee   | 16  | -  | 47.4 | .557 | -    | .736 | 15.8 | 4.9 | 1.3 | 2.4 | 32.2 |
| 1976–77 | Los Angeles | 11  | -  | 42.5 | .607 | -    | .725 | 17.7 | 4.1 | 1.7 | 3.5 | 34.6 |
| 1977–78 | Los Angeles | 3   | -  | 44.7 | .521 | -    | .556 | 13.7 | 3.7 | 0.7 | 4.0 | 27.0 |
| 1978–79 | Los Angeles | 8   | -  | 45.9 | .579 | -    | .839 | 12.6 | 4.8 | 1.0 | 4.1 | 28.5 |
| 1979–80 | Los Angeles | 15  | -  | 41.2 | .572 | -    | .790 | 12.1 | 3.1 | 1.1 | 3.9 | 31.9 |
| 1980–81 | Los Angeles | 3   | -  | 44.7 | .462 | -    | .714 | 16.7 | 4.0 | 1.0 | 2.7 | 26.7 |
| 1981–82 | Los Angeles | 14  | -  | 35.2 | .520 | .000 | .632 | 8.5  | 3.6 | 1.0 | 3.2 | 20.4 |
| 1982–83 | Los Angeles | 15  | -  | 39.2 | .568 | -    | .755 | 7.7  | 2.8 | 1.1 | 3.7 | 27.1 |
| 1983–84 | Los Angeles | 21  | -  | 36.5 | .555 | -    | .750 | 8.2  | 3.8 | 1.1 | 2.1 | 23.9 |
| 1984–85 | Los Angeles | 19  | 19 | 32.1 | .560 | -    | .777 | 8.1  | 4.0 | 1.2 | 1.9 | 21.9 |
| 1985–86 | Los Angeles | 14  | 14 | 34.9 | .557 | -    | .787 | 5.9  | 3.5 | 1.1 | 1.7 | 25.9 |
| 1986–87 | Los Angeles | 18  | 18 | 31.1 | .530 | .000 | .795 | 6.8  | 2.0 | 0.4 | 1.9 | 19.2 |
| 1987–88 | Los Angeles | 24  | 24 | 29.9 | .464 | .000 | .789 | 5.5  | 1.5 | 0.6 | 1.5 | 14.1 |
| 1988–89 | Los Angeles | 15  | 15 | 23.4 | .463 | -    | .721 | 3.9  | 1.3 | 0.3 | 0.8 | 11.1 |
| Gesamt  | Gesamt      | 237 | 90 | 37.3 | .533 | .000 | .740 | 10.5 | 3.2 | 1.0 | 2.4 | 24.3 |

## Konversion und religiöse Praxis

### Politische Denkweise und islamisches Verständnis
Abdul-Jabbars Verhältnis zur Straße war eher distanziert. Er lernte Harlem erst kennen, als er dort 1964 an einem Projekt für hochbegabte Jugendliche teilnahm. Er befragte die Bewohner des Stadtteiles als jugendlicher Reporter nach ihren Einschätzungen zu Chaos und Polizeigewalt. In diesem Kontext besuchte er auch eine Pressekonferenz von Martin Luther King, Jr, er entwickelte jedoch schnell eine Akzeptanz zu viel radikaleren politischen Konzepten. Einen großen Einfluss auf Alcindor hatte auch der Bürgerrechtsaktivist Malcolm X. Für ihn war der muslimische Aktivist der Einzige, der eine glaubwürdige Perspektive auf die Unterdrückung schwarzer Amerikaner vermitteln konnte. Laut Alcindor konnte er diese Perspektive nur durch sein muslimisches Denken erreichen. Abdul-Jabbar scheute es, seine religiösen und politischen Überzeugungen öffentlich zu zeigen. Er erklärte jedoch, dass sein persönlicher, religiöser Fokus mehr auf dem Schöpfer liege, als auf den Dogmen der Religion und, dass seine Kinder ihre eigene Religion wählen können. Dadurch betonte er die liberale Einstellung seines Religionsverständnisses.

### Konversion Lewis Alcindor und Einfluss durch Hamaas Abdul Khaalis ab 1968
Ein Freund seines Vaters, Hamaas Abdul Khaalis, sollte lange Zeit einen Einfluss auf Kareem Abdul-Jabbar haben. Aufgrund dessen Mitgliedschaft in der Nation of Islam und bizarren Briefen an den damaligen US-Präsidenten John F. Kennedy wurde er schnell vom FBI beobachtet. 1958 trat er aus der Nation of Islam aus, um in den USA eine eigene, hanafitische Lehrschule, die „Hanafi Muslime“ zu gründen. Er passte jedoch deren Lehren und Überzeugungen seinen eigenen an, wodurch diese einen sektenähnlichen Charakter erhielten und ihre Mitglieder ausschließlich aus Afroamerikanern bestanden. Sie sollten das amerikanische Ideal verkörpern. Im Jahr 1968 suchte er den Kontakt zu Lewis Alcindor.
Abdul-Jabbar entwickelte zur Nation of Islam eine sehr kritische Haltung. Er betrachtete deren Lehren als Widerspruch zu denen des Propheten Mohammed. Gleichzeitig war der Islam für ihn eine universelle Religion. Alcindor sah in Khaalis eine Autoritätsperson, die ihm die Möglichkeit gab, seine Religion in einem Land zu praktizieren, dessen Kultur für ihn augenscheinlich von Sex, Alkohol und Rassismus dominiert wurde. Alcindor nahm bei Khaalis Unterricht und bevor er zu seinem Abschlussjahr in der University of California aufbrach, rasierte er sich in Übereinstimmung mit einem Hadith, auf den Khaalis bestand, den Kopf, die Achseln und die Schamhaare, bevor er erneut seine Schahada aussprach. Khaalis benannte ihn dann in Kareem Abdul-Jabbar um, was so viel bedeutet wie „Der Diener des Allgewaltigen“. Allerdings missfiel seinen Eltern diese Namensänderung, da es nun niemanden mehr gab, der den Familiennamen weitergab.
Khaalis entschied im weiteren Verlauf für Abdul-Jabbar, dass er ein weibliches Mitglied seiner Sekte, Janice Brown, heiraten sollte, welche er in Habiba umbenannte. Zwar hatte Kareem eine andere Frau, Pam Grier, in die er verliebt war, jedoch weigerte sie sich letztlich, zum Islam zu konvertieren, da in ihren Augen Frauen im Islam unterwürfig zu sein hätten. Abdul-Jabbar entschloss sich, seinen religiösen Überzeugungen treu zu bleiben, und heiratete Habiba.
Schlussendlich formte Abdul-Jabbars Konversion zum Islam nicht nur sein eigenes politisches Bewusstsein als Basketballspieler, sondern veränderte auch das allgemeine Verständnis des Islams in den Vereinigten Staaten. Für viele Konservative des Sports hat Abdul-Jabbars Religion sein Anderssein hervorgehoben. Der Islam brachte Abdul-Jabbar persönlichen Frieden und hat seinen Rassenstolz gestärkt. Er wurde ebenfalls das prominenteste Gesicht des klassischen Islams in den Vereinigten Staaten während der frühen 1970er Jahre, in der er die Religion als friedlich, patriotisch und universell repräsentierte.

### Abkehr von Khaalis Lehren und Angriff auf die Hanafi-Muslime in Washington 1973
Doch im Laufe der Zeit erkannte Abdul-Jabbar, dass Khaalis einen Personenkult führte. Als er und Habiba ihr erstes Kind 1972 bekamen, bestand Khaalis darauf, sie ebenfalls zu benennen. Nachdem Abdul-Jabbar in diesem Sommer Arabisch an der Harvard University studiert hatte, wusste er, dass weder der Koran noch irgendwelche Hadithe die spezifischen Lehren für Grüße und Rituale Khaalis legitimierten. Als er sich im Jahre 1971–1972 im Norden von Milwaukee niederließ, besuchte er mehrmals die Hanafi-Muslime in Washington. Im Jahre 1973 ereignete sich dort das Hanafi-Muslim-Massacre. Es wurde von Hamaas Abdul Khaalis ausgelöst, der Briefe an Moscheen der Nation of Islam im ganzen Land sandte und die Sekte beschuldigte, den Islam zu pervertieren und rassistischen Hass zu verbreiten. Als Reaktion darauf suchten am 18. Januar 1973 bewaffnete Männer im Hanafi-Haus nach Khaalis und ermordeten sieben Personen, darunter fünf Kinder.

## Sonstiges

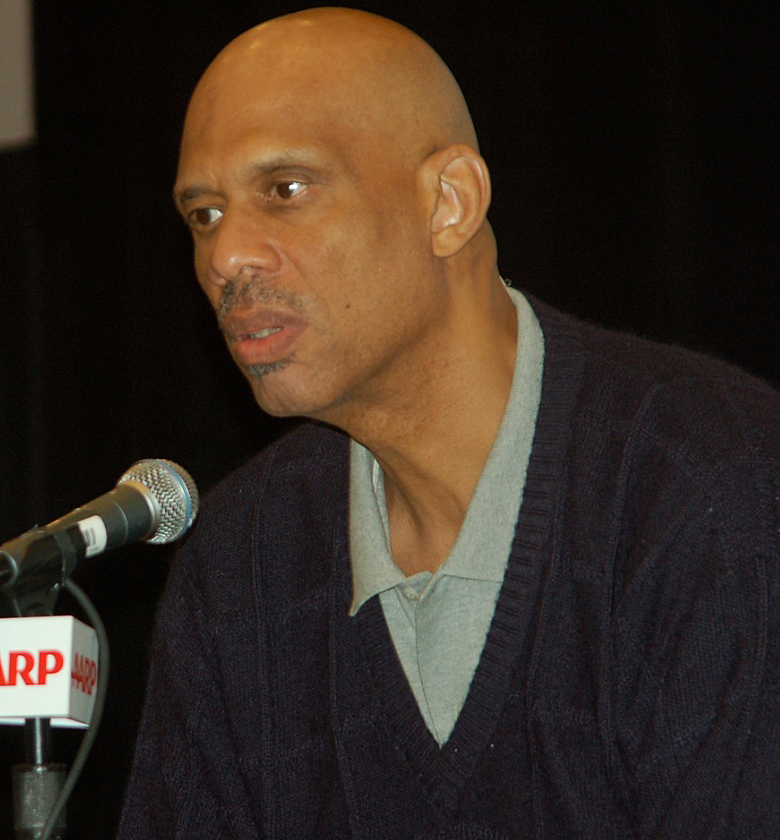
Abdul-Jabbar im September 2011

Neben seiner großartigen Sportlerkarriere sorgte Abdul-Jabbar auch neben dem Platz für Diskussionsstoff. Obwohl er bereits zu seiner College-Zeit berühmt war und herausragende Leistungen in der College-Mannschaft erbrachte, beschäftigte er sich umfangreich mit Geschichte, besonders mit der jüngeren US-amerikanischen und der des Jazz.
Er schrieb mehrere Bücher und hatte in einigen Filmen Gastauftritte. Seine bekannteste Rolle hatte er wohl 1980 in dem Film Die unglaubliche Reise in einem verrückten Flugzeug (Originaltitel: „Airplane!“). Auch in den Sitcoms Full House und Alle lieben Raymond hatte er einen Gastauftritt als er selbst sowie in den Serien New Girl (Staffel 1, Episode 20), Scrubs, in Der Prinz von Bel-Air in der Folge „Unheimliche Begegnung“ (Staffel 5, Episode 6) und in Die Simpsons (Staffel 22, Episode 17). Als Gegner von Bruce Lee spielte er mit ihm in dessen letztem, unvollendeten Film Bruce Lee – Mein letzter Kampf (Originaltitel „Game of Death“, 1973/78) mit. Dort war er Lees letzter Gegner in einer fünfstöckigen Pagode. Einen Auftritt hatte er auch in der Mini-Rolle des „Monster-Schreiers“ in Stephen Kings The Stand – Das letzte Gefecht (Originaltitel „The Stand“, USA, 1993). Zudem ist er als Pixel-Version im Computerspiel Kung-Fu Master zu sehen. Im Jahr 2019 absolvierte KAJ einen Gastauftritt bei einer der erfolgreichsten Sitcoms aller Zeiten: er spielte das Fantasyspiel Dungeons & Dragons zusammen mit William Shatner, Kevin Smith und Joe Manganiello in The Big Bang Theory.
An religiösen Fragen war Abdul-Jabbar sehr interessiert. 1968 verzichtete er auf die Teilnahme an den Olympischen Spielen, jedoch nicht, um gegen die Diskriminierung Schwarzer in den USA zu protestieren, wie er nach Kritik an seiner Entscheidung behauptete, sondern um sich auf seinen College-Abschluss zu konzentrieren. Er ließ es sich dabei aber nicht nehmen, die vermeintliche Ehre, eine weiße USA repräsentieren zu dürfen, mit Hinweis auf seine Hautfarbe abzulehnen. Seinen Namen änderte er 1971 von Alcindor zu Kareem Abdul-Jabbar, nachdem er 1968 aus der katholischen Kirche ausgetreten und zum Islam konvertiert war. Sein großes Vorbild, so sagte er oft, sei Malcolm X.
Kareem Abdul-Jabbar gilt als einer der erfolgreichsten und bekanntesten Basketballer (vor allem bei den Los Angeles Lakers). Vielen Schwarzen dient er auch darum als Vorbild, weil er auch für seine Bücher und sein Engagement außerhalb des Sports viele Preise erhielt.
Am 10. November 2009 wurde bekannt, dass Abdul-Jabbar an einer seltenen Leukämie-Form erkrankt ist. Er erholte sich von dieser Krankheit, musste sich aber 2015 einer Bypass-Operation unterziehen.
Eines seiner Bücher, das er mit Raymond Obstfeld schrieb, war On the Shoulders of Giants. My Journey Through the Harlem Renaissance von 2007. Es erzählt die Geschichte des Basketball-Teams der New York Rens und des Harlem Renaissance Ballroom. Kareem Abdul-Jabbar war auch Produzent des gleichnamigen Dokumentarfilms.
Im Jahre 2015 veröffentlichte Abdul-Jabbar einen Roman namens Mycroft Holmes über den gleichnamigen Bruder der bekannten Romanfigur Sherlock Holmes. Hierbei lässt er Mycroft Holmes nach einem Sklavenhalter in Trinidad und Tobago fahnden. Abdul-Jabbar ist ein langjähriger Fan der Werke von Arthur Conan Doyle.
Seine Trikotnummer 33 wählte Abdul-Jabbar als Hommage an den American-Football-Spieler Mel Triplett, der Ende der 1950er Jahre Runningback bei den New York Giants war, der ebenfalls diese Nummer trug und zugleich sein Lieblingsspieler gewesen ist.
Am 13. Mai 2021, nach einem Jahr weitreichender Proteste in NBA und Gesellschaft gegen systemischen Rassismus und rassistische Polizeigewalt, gab die NBA die Einführung des Kareem Abdul-Jabbar Social Justice Champion Awards bekannt, der Spieler für das Streben nach gesellschaftlicher Gerechtigkeit und die Aufrechterhaltung des jahrzehntelangen Wertesystems der NBA in Bezug auf Gleichheit, Respekt und Inklusion auszeichnen soll. Kareem Abdul-Jabbar hat selbst stets soziale Gerechtigkeit verlangt und angestoßen und in inspirierender Weise über Ungerechtigkeit reflektiert. Er stand dem Gremium vor, das fünf Finalisten auswählte. 200.000 US-Dollar für politische und wohltätige Organisationen werden unter den fünf Finalisten ausgeschüttet. Erster Preisträger war Carmelo Anthony.

## Werke
- Kareem Abdul-Jabbar und Peter Knobler: Giant Steps. The Autobiography of Kareem Abdul-Jabbar. Bantam Books, New York 1984. ISBN 0-553-27147-4
- Kareem Abdul-Jabbar: Kareem. Warner Books, New York 1990. ISBN 0-446-35218-7